# 魔法戰隊魔法連者
《魔法戰隊魔法連者》，是由日本東映製作的《超級戰隊系列》第29部特攝作品，於2005年（平成17年）2月13日至2006年2月12日期間每週日上午7時30分在朝日電視台首播。

## 作品特色
- 首部以「魔法」作為主題的戰隊系列作品。
- 繼《地球戰隊Fiveman》與《救急戰隊GoGo V》後第三支「家族」戰隊，然而與上述兩作不同的是，上述兩作的紅色戰士設定為長子，而此作則設定為最年幼的么子；另外其雙親皆能變身為戰士。
- 繼《未来戰隊時間連者》與《忍風戰隊破裏劍者》後，第三次同時出現兩名紅色戰士。
- 首次出現正式的金色戰士[註 1]。
- 首次出現紫色戰士[註 2]，同時也是首次出現身穿同一款戰鬥強化服，卻擁有兩種代表色的戰士。
- 「八手三郎」系列中首次於戰鬥強化服上加入斗篷設計[註 3]。
- 首次出現由戰士們自行變身為大型巨人甚至合體之設定。
- 繼《救急戰隊GoGoＶ》後再次出現由鐵路列車合體的大型機械人。
- 「家族」戰隊的設定為據tv asahi的製作人Schreck Hedwig在劇集開拍的記者會時表示「因擔憂現今社會上家庭關係的分崩離析，便製作出這部充滿強烈『家族愛』與『兄弟愛』的作品，希望能促進家庭關係的企圖、因此便有了五兄妹的設定」，同時亦因為同樣以魔法使為主題的《哈利波特》系列的成功，所以原來較為女性向的魔法夢幻類題材也可被男性向的戰隊所吸收採用。不然照原訂企劃會按照贊助商的要求成為所謂的高中生戰隊才對。

## 故事概要
居住在一棟西式大宅的小津家族，其一家之主深雪則育有五名子女，從年長順序分別為經營農場的長子蒔人、個性奔放的長女芳香、乖巧堅強的次女麗、有著成為拳擊手意向的次子翼以及仍就讀高中的么子魁，他們一家六口便一直度過普通家庭的生活。
然而於一個早上，一個魔法陣突然出現在一家人的面前，其後從魔法陣內跑出一隻怪獸，隨後深雪便隨即在五名子女面前變身並將該怪獸擊敗。
回到家後，深雪亦告知他們剛才擊敗的是來自地底世界之冥府 陰非路西亞的冥獸，而過往陰非路西亞亦曾為了侵略地上界而被天空聖者封印，而自己亦為能與復活的陰非路西亞戰鬥而被授以天空聖者的魔法變身之魔法使，而且她同樣告知五人自身亦有成為魔法使的潛質。

## 登場角色

### 小津家族
小津 魁（おづ かい）／ 魔法Red
演：橋本淳
小津家族的么子（第五子）。
初登場時仍就讀高中二年級，亦為學校足球隊的前鋒，而其個性直率、有強烈的正義感及勇氣，但有時卻會不經思考便逕行動作。
為與父親同樣使用火焰元素的紅色魔法使，其魔力亦為五兄弟中最強，並擅長轉換物質的鍊金術。
因幾乎沒有父親的回憶而感到落寞，而當初在知曉烏爾薩德為其父親時卻一度感到悲憤。
在吾·魔被殲滅後便成為了讓地上界與陰非路西亞締結關係的親善大使。
其他登場作品：《海賊戰隊豪快者》
小津 翼（おづ つばさ）／ 魔法Yellow
演：松本寬也
小津家族的次子（第四子）。
有著冷靜沉著的個性，並且觀察細膩，會以理性看待事物，但亦因說話用詞尖銳而常遭人誤解，因此其自身亦較常獨來獨往。
為使用雷電元素的黃色魔法使，並擅長魔藥調製及魔法道具的製作。
高中時期隸屬拳擊部，曾於全國大會參賽，目前正練習成為職業拳擊手。
其他登場作品：《轟轟戰隊冒險者VS超級戰隊》、《手裏劍戰隊忍忍者》、《英雄媽媽★聯盟》
小津 麗（おづ うらら）／ 魔法Blue
演：甲斐麻美
小津家族的次女（第三子）。
個性認真乖巧，並且自幼成績優異，而家務也由她一人擔起，故自幼其母也對她有所期待。
為使用水之元素的藍色魔法使，擅長使用水晶球占卜，但無法為自己占卜，其運氣亦似乎不佳。
童年時因為魁的惡作劇，讓她討厭青蛙；而在傷心難過時則會透過刷鍋子紓解壓力。
自認識光後便開始對其有好感，而最後在成功表白後便與其結婚，而在吾·魔被殲滅後則與光一同在魔法托比亞生活。
小津 芳香（おづ ほうか）／ 魔法Pink
演：別府步美
小津家族的長女（第二子）。
有著自由奔放的個性與過於純粹的發言舉止，為家中的氣氛製造機，但卻不擅長家務。
其職業為模特兒，但亦因其個性奔放，所接的工作似乎不太多；另外其自身有多名男友，亦因而對戀愛方面尤為敏銳。
為使用風之元素的粉紅色魔法使，並擅長變身魔法，但其變身後之物體仍會留有粉紅色的特徵。
其他登場作品：《海賊戰隊豪快者》、《英雄媽媽★聯盟》
小津 蒔人（おづ まきと）／ 魔法Green
演：伊藤友樹
小津家族的長子（第一子）。
個性明朗快活、心胸寬闊，但有時會鑽牛角尖，而在父親不在後亦常警戒兄兼父職的自己要對弟妹留有好榜樣。
在自家旁經營「大哥農場」，並為家中的經濟支柱；另外其自身擅長菜式為「大哥沙拉」。
為使用大地元素的綠色魔法使，並擅長操縱植物及與植物溝通之魔法。
能說流利的英語，而其人生最大的夢想為在巴西經營「大哥農場」。
光／桑潔兒／ 天空勇者 魔法Shine
演：市川洋介
太陽屬性的天空聖者，於Stage. 19初登場。
為普爾潔兒（小津五兄弟的父親勇）之弟子，而其人類型態則為20歲後半外貌之青年。
過往與背叛魔法托比亞的雷潔兒（魅迷）之戰鬥中雖成功將對方變為木乃伊封印，但自己也被其魔法而變為青蛙，隨後便與雷潔兒的木乃伊跟史魔奇一同被困在設有結界保護的洞窟內。
後來其洞窟則被小津五兄弟發現及意外解除洞窟的結界；不久後亦因拯救了當時與冥獸人加林姆的戰鬥中身陷險境的五人而被芳香收養作為其家寵物跟被取名為「光」，另外其詛咒亦因需要藍色魔法使之吻才能破除，故當初則數次糾纏本身討厭青蛙的麗，其後在五人再次與加林姆戰鬥時亦再度拯救麗，隨後麗亦在對其的動情之吻下成功讓他解除詛咒，而在消滅加林姆後亦選擇逗留在小津家及擔任五人的魔法教師。
在逗留小津家期間亦與麗產生感情，而最後接受了對方表白後便與其結婚，但其後在知曉吾·魔已攻陷魔法托比亞後便與勇一同前往魔法托比亞應戰，結果卻不敵對方且被殺害，然而最後則被潘瓊莉亞的不死身力量救活，而在吾·魔被殲滅後則與麗一同在魔法托比亞生活。
其他登場作品：《轟轟戰隊冒險者VS超級戰隊》
小津 深雪（おづ みゆき）／ 魔法Mother
演：渡邊梓
小津五兄弟的母親。
使用冰之元素的白色魔法使，亦為魔法托比亞的長老雪魯潔兒的直傳弟子，而擁有豐富魔法使修行經驗的她甚至亦能夠自行巨大化。
自丈夫勇失蹤後便一直獨立扶養五個孩子長大，然而後來在目睹冥獸洞穴巨人出現時亦在五人眼前變身並將對手擊敗，隨後亦將其身為魔法使一事告知五人；然而後來在與烏爾薩德的巨大化戰鬥中卻被對方擊敗後消失。
實際上在與烏爾薩德的對戰中因自身的攻擊導致對方短暫恢復神智，及後被其以魔法送往瑪爾迪翁納世界「靈魂花園」，期間亦因其對自己孩子之思念而數次以幻象協助他們，然而後來在冥府神甦醒時卻被托多發現並作為其收藏品，但最後則被小津五兄弟成功救回。
後來更施展以心靈前往遠處之魔法親赴陰非路西亞找尋並治癒自己的丈夫勇；及後在與吾·魔決戰中被大袞帶回陰非路西亞，但最後在大袞被斯芬克絲殺害後亦返回地上聯同其家人將吾·魔殲滅。
小津 勇（おづ いさむ）／普爾潔兒／ 魔導騎士 烏爾薩德→ 天空勇者 烏爾薩德Fire
演：磯部勉
小津五兄弟的父親。
為魔法托比亞的火焰屬性天空聖者，而過往光（桑潔兒）、鈴（露娜潔兒）與雷潔兒（魅迷）亦為其弟子，同樣並被譽為魔法托比亞最強的戰士。
起初在小津五兄弟對其所知之身份為探險家，而在下落不明後五人卻為得知其已於南極的探險中罹難。
實為當時普爾潔兒卻不顧天空大聖者瑪潔兒的反對決定親赴陰非路西亞戰鬥，而桑潔兒、露娜潔兒與雷潔兒亦願意跟隨之，不料因已有背叛之心的雷潔兒之暗算負傷，結果在封印吾·魔時亦因力量不足而反遭對方施以咒縛轉生之魔法洗腦為魔導騎士烏爾薩德，並作為其傀儡。
在作為烏爾薩德期間使用之武器為附有吾·魔左眼的盾牌Jagan Shield以及暗之魔劍烏爾Sabre，後來在其劍被魔法Red折斷後亦將布蘭肯的底皇劍Helfang鑄造新的烏爾Sabre，另外其自身亦能夠自行巨大化及與其坐騎馬巴基里安合體。
初登場時則擊敗深雪／魔法Mother（實為在深雪的對戰中被之攻擊而短暫恢復神智，並且以魔法將對方送往靈魂花園。），同時自己亦對小津五兄弟感興趣，故亦常透過遠感魔法向魁下挑戰，但對戰時卻尊重騎士精神，絕不容許有其他人阻礙堂堂正正的戰鬥以及不攻擊手無寸鐵的對手。
後來因於一次與魔法Legend對戰時因魅迷中途對魔法Legend施放暗箭，其後對此不滿的烏爾薩德便吸收了魔法Legend體內的魅迷之魔法後便暫停戰鬥返回陰非路西亞，但自己亦因遭到魅迷魔法之影響而開始恢復記憶；隨後吾·魔下令將擁有Legend Power的小津五兄弟帶往陰非路西亞，而在吾·魔吸收了五人的Legend Power過後其記憶亦完全恢復，並且於變回人類型態後便帶離險境及解釋一切，但不久後則被潘瓊莉亞帶走並再次遭到洗腦及繼續與五人對戰，然而最後勇亦在魁的呼喊下再度恢復記憶，隨後在吾·魔復活之際卻選擇再次回到陰非路西亞將之封印後便下落不明，而勇亦留下話語予五人其母親仍活著，而五人的Legend Power亦回歸於自己身上。
實際上其則將吾·魔之靈魂封印於其體內，而後來在小津五兄弟跟光與二極神對戰時亦前來協助他們，但後期卻於與大袞、韋分跟泰坦的對戰中被大袞成功抽離吾·魔之靈魂後繼而被之重傷，但最後在其妻子的治癒魔法下重生，並蛻變為天空勇者烏爾薩德後成功將韋分殲滅。
其後在知曉吾·魔已攻陷魔法托比亞後便與光一同前往魔法托比亞應戰，結果卻不敵對方且被殺害。然而最後則被潘瓊莉亞的不死身力量救活後亦聯同其家人將吾·魔殲滅。

#### 小津家族的協力者／相關者
魔法植物 蔓陀羅男孩
聲：比嘉久美子
為深雪所照顧的茄蔘屬魔法盆栽，於Stage. 2初登場。
在深雪被烏爾薩德擊敗且消失後不久則被小津五兄弟在魔法房間內發現，其後便作為五人的嚮導，然而一旦被拔離盆栽便會發出具殺傷力的悲鳴。
魔法貓 史魔奇
聲：草尾毅
於Stage. 19初登場。
光／桑潔兒身旁的魔法貓，然而其個性調皮且愛惡作劇。
為從魔法托比亞的火山誕生，然而於一次調皮下開啟內有魔咒的寶箱而遭到魔咒附身並瀕臨消失，所幸的是及時被光收納於魔法Lamp內以壓抑其體內的魔咒，然而一旦離開魔法Lamp超過三小時的話便會灰飛煙滅。
過往在光與雷潔兒（魅迷）的戰鬥中被對方變為青蛙後亦一同與其被困在設有結界保護的洞窟內，後來其洞窟則被小津五兄弟發現及意外解除洞窟的結界時亦率先被五人帶回家及從魔法Lamp釋放。
山崎 由佳（やまざき ゆか）
演：平田薫
於Stage. 5初登場。
為魁的同學兼暗戀對象，亦為校內足球隊的經理。
因曾被變身為魔法Red的魁救下而鍾情魔法Red，而直到最後似乎已知曉魁作為魔法Red的身份。
其他登場作品：《海賊戰隊豪快者》

### 天空聖界 魔法托比亞
天空聖界 魔法托比亞，為由傳說的五色魔法使以無數元素創立的天上樂園，為使用神聖魔法的天空聖者們所居住的地方。
其位於遠離地上界的雲層之上，並由無數的漂浮島嶼構成，而對人類來說該處為其禁止踏進之禁地。
天空大聖者 瑪潔兒
演：曾我町子
魔法托比亞的首領，於Stage. 48初登場。
在絕對神吾·魔進攻魔法托比亞時與之對戰卻不敵對方，但所幸的是其及時將自身轉化為光粒子脫險並於靈魂花園重生。
雪魯潔兒
聲：潘惠子
魔法托比亞最年長的長老，使用原始魔法的冰之屬性天空聖者，於Stage. 30初登場。
為傳說的五色魔法使之弟子及目睹魔法托比亞創立的見證人，而過往亦為深雪的師傅。
平時形態為類似於搖籃中的嬰兒，但戰鬥時則會變身為與人類等身之形態。
起初在小津五兄弟抵達瑪爾迪翁納世界「嘆息之海」向祂請求力量時卻因五人雙親的戰敗而拒絕答應五人，但後來在目睹五人的勇氣後則決定將Legend Power傳授他們。
小津 勇（おづ いさむ）／普爾潔兒
參照小津家族。
光／桑潔兒
參照小津家族。
鈴／露娜潔兒
演：山内明日
月亮屬性的天空聖者，亦為普爾潔兒（小津五兄弟的父親勇）之弟子，於Stage. 15初登場。
以杖作為武器，而其人類樣貌則為10歲後半的女生。
過往在普爾潔兒透過冥界之門進入陰非路西亞後亦被其指示將冥界之門封印，而在封印冥界之門後不久卻被雷潔兒（魅迷）攻擊所傷，甦醒過後亦因喪失記憶而在地上界流浪。
因親自將冥界之門封印關係，故一旦其返回魔法托比亞後冥界之門便會永久消失；然而一旦其被消滅的話，冥界之門的封印便會解除，故此當初仍在地上界流浪的她則成為陰非路西亞之目標，而在被小津五兄弟所救後，魁亦因看見其配戴之手鐲附有鈴鐺而替其取名為「鈴」，不久後亦喝下翼調製的藥水而恢復力量及記憶。
在當初恢復記憶時卻因其對「戰鬥不需要溫柔」之執念而認為對之觀念相反的小津五兄弟太嫩，而在烏爾薩德以遠感魔法向魁下達挑戰時卻決定親赴戰鬥，期間甚至將其認為會成為絆腳石的五人囚禁於異空間內，結果自己卻在與烏爾薩德的單挑中敗北，所幸的是及時被成功脫離異空間之五人救起，而鈴亦在五人對溫柔看法之話語下深受感動及對五人改觀。
然而烏爾薩德還是將鈴捉進其異空間並以魔法消耗鈴的生命，後來魁亦進入其異空間並擊敗烏爾薩德後成功將鈴救下，其後兩人便透過騎乘巴基里安離開異空間後鈴亦隨即返回魔法托比亞，冥界之門亦因而永久消失。
後來在知曉小津五兄弟獲得Legend Power後則以書信告知五人不要繼續使用Legend Power，然而有感不妙的鈴亦決定親赴地上界向他們解釋原因；而在光與魅迷進行魔法托比亞流傳的天空聖者對決「Dual Bond」時則負責主持戰鬥。
在吾·魔進攻魔法托比亞時卻被瑪潔兒送離魔法托比亞後則將其事告知小津家族及雪魯潔兒。
雷潔兒／魔導神官 魅迷
參照陰非路西亞。
 獨角聖馬 尤尼戈隆
能往返各世界之獨角馬，於Stage. 34登場。
在光跟鈴與魅迷於瑪爾迪翁納世界之對戰中落敗後則被兩人召喚前往陰非路西亞，其後並將小津五兄弟帶回地上界；隨後在跟隨五人的合體冥獸人喀邁拉抵達地上界時亦與魔法Phoenix合體為Saint凱撒將之擊敗。

### 地底冥府 陰非路西亞
地底冥府 陰非路西亞，為位於地上界地底深處之黑暗世界。
其初期統治者為吾·魔，並有著弱肉強食之主義；然而最後在吾·魔被小津家族殲滅後則由冥府神斯芬克絲擔任最高領導人並且對陰非路西亞進行改革。
冥獸帝→絕對神 吾·魔
聲：塩野勝美（冥獸帝）→浪川大輔（絕對神）
陰非路西亞的帝王。
過往在被普爾潔兒（小津五兄弟之父親勇）封印時卻因對方力量不足而趁機對之施以咒縛轉生的魔法洗腦讓之成為其傀儡；及後在透過吸取小津五兄弟之Legend Power即將復活之際卻再度被普爾潔兒將其靈魂封印於對方體內。
後來其靈魂還是被大袞普爾潔兒體內抽離，隨後其靈魂則選擇了泰坦作為其轉生對象，並且於泰坦被大袞殺害後便成功轉生，而在轉生後則擁有強大破壞力及攻擊吸收能力。
其後亦率先進攻魔法托比亞及擊敗瑪潔兒，接著前來的勇與光亦不敵其而被擊敗；隨後亦降臨在地上界後還將時間吃掉，然而其吃掉的時間亦在魁之努力下被強迫吐出來，而最後更被小津家族八人聯手殲滅。
凱力大將 布蘭肯
聲：江川央生
陰非路西亞的首任指揮官，為吾·魔旗下的第一大將。
原為冥府伍長海佐比爾，在接受機械化改造及經歷無數次戰鬥後便取得其地位。
有著異於常人的怪力，而使用武器為以吾·魔之牙製造的劍─底皇劍Helfang，但其自身卻沒有前往地上界之能力。
雖然深受其部下信任及對吾·魔尤為順從，但其個性容易暴躁，並且與烏爾薩德的關係不和。
曾藉由烏爾薩德的魔導陣成功到達地上界，但結果卻被魔法Phoenix敗退陰非路西亞。
後來因聽從吾·魔之命令找尋冥界之門的鑰匙而派遣蠱毒房三冥獸進攻地上界；其後在取得強大力量的烏爾薩德予冥界之門現身於地上界後亦藉強行撬開大門進入地上界與小津五兄弟戰鬥，然而最後因作為鑰匙的鈴／露娜潔兒成功返回魔法托比亞導致冥界之門永久消失，其後無法返回陰非路西亞的布蘭肯亦在取得新魔法及深雪暗中協助下的小津五兄弟以魔法King型態殲滅，而其自身遺下的底皇劍Helfang後來則被烏爾薩德拾獲並鑄造為新的烏爾Sabre。
魔導神官 魅迷
聲：高戶靖廣
陰非路西亞的第二任指揮官，於Stage. 19初登場。
原為魔法托比亞的雷電屬性天空聖者「雷潔兒」，過往亦與光（桑潔兒）跟鈴（露娜潔兒）同為普爾潔兒的弟子，但為了追求力量而選擇投靠吾·魔，是個為求目的而不惜一切的卑鄙之人。
過往於普爾潔兒選擇親赴陰非路西亞封印吾·魔時卻假意跟隨之，而在對戰期間亦先後襲擊普爾潔兒與鈴，及後其罪行敗露後便與光對戰，結果被對方變為木乃伊並暗藏於一處被施以結界的洞窟內。
後來潘瓊莉亞亦奉吾·魔之命前往該洞窟，而洞窟外的結界則被小津五兄弟意外解除後便帶走其木乃伊，及後雷潔兒則透過吾·魔之力量重生為魔導神官魅迷，而其使用武器則為由吾·魔之爪製造的扇子。
後來奉吾·魔之命使用遠感魔法聯絡光與鈴前往瑪爾迪翁納世界與其對戰，期間更吸取了Travelion之力量施展操縱生命的禁忌魔法製造合體冥獸人喀邁拉後便給予兩人一記重擊，所幸的是兩人及時被史魔奇所救；其後兩人透過騎乘獨角聖馬尤尼戈隆抵達陰非路西亞，而目睹兩人生還後的魅迷便提議與光進行魔法托比亞流傳的天空聖者決戰「Duel Bond」，期間魅迷還是不顧規則使用卑鄙招數，然而最後仍被光反擊致死，臨終時更向兩人預言冥府神即將甦醒。
其他登場作品：《轟轟戰隊冒險者VS超級戰隊》
妖幻密使 潘瓊莉亞
聲：渡邊美佐
陰非路西亞的女間諜。
實為吸血鬼女王，並因而擁有不懼陽光的不死身力量，但同時亦因為感到孤單一人關係而將自身分裂為兩個人類少女外貌之分身－娜伊跟梅亞。
具有飛行能力，而其自身亦能夠自由往返地上界與陰非路西亞，另外被其所咬之人則會成為其傀儡以及與其同樣不懼陽光；後期更曾取得由烏爾薩德之力量製造的魔導手機烏薩Phone施展魔法。
然而最後則被小津家族及斯芬克斯之話語所感動，並以其不死身力量先後救活斯芬克絲、勇與光。
其他登場作品：《海賊戰隊豪快者 VS 宇宙刑事卡邦 The Movie》
娜伊
演：Horan千秋
於Stage. 2初登場。
身穿朋克風格服飾的分身，並且在兩人中亦較常作為首要發言人。
梅亞
演：北神朋美
於Stage. 2初登場。
身穿歌德蘿莉風格服飾的分身，並且習慣在娜伊說話過後則會重覆其最後一個詞彙。
 魔導騎士 烏爾薩德
參照小津家族。
 魔導馬 巴基里安
烏爾薩德之坐騎馬。
能以普通黑馬形態現身，戰鬥時亦能自身巨大化甚至與烏爾薩德合體；後來魁亦曾替巴基里安脫險，及後認可了魁的巴基里安亦能與其變身之魔法Phoenix合體。
冥獸
棲息於陰非路西亞的怪物。
其智商、能力及體型大小會因種族而異，但並沒有說話能力，另外冥獸亦可透過魔導陣巨大化。
蠱毒房三冥獸
為於陰非路西亞的牢獄「蠱毒房」之戰鬥中殘存的三頭冥獸，於Stage.13-15登場。
三頭冥獸分別為冥獸食人魔、冥獸食屍鬼以及冥獸骸骨，而牠們皆於蠱毒房的戰鬥中透過吃掉被擊敗的冥獸之血肉而取得各種能力，同時三人亦無須透過魔導陣便能自由往返地上界與陰非路西亞。
後來牠們被聽從吾·魔命令的布蘭肯從牢獄釋放，並奉命找尋開啟冥界之門的鑰匙，然而最後皆先後被小津五兄弟殲滅。
冥獸人
於Stage. 20首次出現。
其地位與冥獸相同，但與冥獸分別皆為冥獸人擁有說話能力，並且能活用頭腦作戰。另外冥獸人亦能與冥獸同樣透過魔導陣巨大化，但亦有部分冥獸人則能夠自行巨大化。
冥獸人四底王
於Stage. 27-31登場。
為過往於冥府三大戰之一－暗黑谷之戰中被普爾潔兒封印的四位冥獸人，而四人分別為狗頭人 布魯拉迪斯、雪人 茲伊、塞壬 內爾艾絲以及侍 七十郎。
後來魅迷為能有效對付魔法連者們而將四人復活，然而四人最後皆先後被小津五兄弟跟魔法Shine殲滅，其中布魯拉迪斯更為於被取得Legend Power的小津五兄弟擊敗後其靈魂卻被帶到魅迷創造的瑪爾迪翁納世界內，而魅迷亦將其靈魂依附於冥機魔像（）內以應付魔法連者們。
合體冥獸人 喀邁拉
聲：三浦祥朗、二木靜美、福原耕平
於Stage. 33-34登場。
原為全被普爾潔兒封印的眾冥獸／冥獸人，後來被魅迷以其抽取的Travelion之力量並使用操縱生命的禁忌魔法後而誕生的冥獸人合成獸。
其力量可抵禦小津五兄弟的Legend Power，並且擁有自由往返地上界與陰非路西亞之能力。
然而最後則被Saint凱撒殲滅。
冥府伍長 海佐比爾
陰非路西亞的上等兵，為負責率領佐維爾之行動隊長。
以長柄刀作為武器，而其智商亦較佐維爾高。
冥府兵 佐維爾
陰非路西亞的最低等士兵，以大刀作為武器。
冥府神
於Stage. 35初登場。
陰非路西亞的傳說中會帶來災害的十位神明，故亦被稱為「冥府十神」。
祂們於吾·魔再度被勇（普爾潔兒）封印後復活，亦會透過對地上界跟陰非路西亞執行神罰，以予吾·魔以絕對神姿態復活，另外祂們於地上界降臨時則會伴隨著作為其象徵之黑暗極光。
其據點為「眾神之谷」，而該處則有一塊審判石碑，並且在吾·魔復活前冥府神則會透過該石碑之選擇知曉執行神罰的被選者。另外為能讓吾·魔順利復活，祂們亦必須嚴謹遵守「暗之戒律」，如不能私自行動及未能遵守戒律之者須以死謝罪等。
其身體為巨大化型態，但其自身亦能夠變為與人類等身型態。
三賢神
冥府十神中較為足智多謀的三位冥府神。
大袞
聲：大塚明夫
魚外貌之冥府神，亦為冥府神之領導，而其使用武器為肅清之矛。
擅長策劃的謀略家，並且認為黑暗的力量則為一切。
在知曉烏爾薩德體內藏有吾·魔之靈魂後則成功將之抽離；而在泰坦試圖於沉睡之湖讓其肉體永久沉睡時卻成功將之殺害予吾·魔復活。
及後在魔法連者與吾·魔決戰中則將深雪帶回陰非路西亞，但最後卻遭到被潘瓊莉亞救活的斯芬克絲反擊而死。
其他登場作品：《豪快者 護星者 超級戰隊199英雄大決戰》
斯芬克絲
聲：寺瀨今日子
黑貓外貌的冥府神，而其使用武器為裝備於右手臂的獅子之巨炮。
初期尤為遵循「暗之戒律」，然而後來在與小津家族的對戰中亦開始被其奮勇之精神而產生動搖，其後在被復活的吾·魔選為神罰執行者時卻選擇違背對方之命令，繼而遭到大袞之處決。
後來最後在其遭到處決時卻被從旁深受動搖的潘瓊莉亞以不死身力量救活後亦將執迷不悟的大袞殺害；而在吾·魔被殲滅後亦成為陰非路西亞的領導人。
戈爾貢
聲：田中敦子
有著蛇之外貌的冥府神。
使用武器為神秘的微笑之盾，並能夠透過其盾牌釋放小蛇，而被其小蛇所咬之生物則會在其盾牌之瞳孔發亮時變為石頭及沙子；另外其自身亦能化身為巨蛇。
為復活後第三位被選的神罰執行者，而此前祂亦透過預言書知曉自己會被選中，並且私自派遣托多前往地上界對付小津五兄弟與光。及後在魁與芳香兩人因托多關係而調換身體及被其小蛇所咬的司莫肯而變為石頭後則邀請六人前往瑪爾迪翁納世界「長壽之庭」應戰，不料該處環境則對戈爾貢尤為有利，故除了因無法變身的魁與芳香逗留在地上界外其餘四人皆先後被其吞進體內，隨後戈爾貢亦前往地上界對付魁與芳香兩人，所幸的是兩人及時被對使用小手段的戈爾貢存有不滿之斯芬克絲恢復原狀，而魁與芳香亦使用新取得之魔法將戈爾貢體內的四人釋放後便以魔法Legend與Travelion與其對戰並成功將其殲滅，而司莫肯亦因其被殲滅而恢復原貌，至於戈爾貢卻在臨終前預言德雷克會替其報仇。
五武神
為冥府十神中擅長武力的五位冥府神。
伊弗利特
聲：稻田徹
擁有操縱高溫及溶岩之能力的冥府神。
擅長將對手之攻擊蒸發以作為防禦，而使用武器為附有鎖鏈球之棍棒─溶岩烈火棍棒及溶岩烈火球。
在冥府神復活後其則被選為首位神罰執行者，而在與魔法連者們對戰時卻定下「在其火焰熄滅前將對方擊敗」之戒律，然而結果在對戰途中其火焰卻已熄滅，故未能遵守戒律的伊弗利特繼而被大袞處決，臨終前更向小津五兄弟透露有關深雪所在之線索。
賽克洛斯
聲：置鲇龍太郎
擅長狙擊的冥府神。
使用武器為獨眼來福槍，並擁有自由進出鏡子內的世界之能力，故亦因而能夠從鏡子內狙擊目標。
為繼伊弗利特後第二位被選的神罰執行者，並先後成功抹消蒔人、芳香與麗三人，但其手法後來被翼識破及進入鏡子內的世界，並且在與翼之對決中輸給對方，而被狙擊的三人亦繼而重生，隨後賽克洛斯亦在與魔法Legend及Travelion的戰鬥中被殲滅。
托多
聲：平野正人
蛙類外貌之冥府神。
使用武器為附有鎚子之號角─福音之鎚號角，而其身上所分泌之毒液則具腐蝕性及調換他人身體等之效用，另外其自身的瑪爾迪翁納世界為「荊棘之園」。
個性尤為貪吃，而於一次在靈魂花園蒐集靈魂時亦意外蒐集深雪並作為其收藏品。
在戈爾貢透過預言書知曉自己即將成為執行神罰之被選者時曾被其派遣對付小津五兄弟跟光，期間卻意外分泌錯誤毒液導致魁與芳香兩人身體調換；後來在德雷克被殲滅後則成為第五位神罰之執行者，並試圖透過以青蛙淹沒地上界之形式執行神罰，期間亦因為不滿懼怕青蛙的麗而將小津五兄弟送到荊棘之園內，而最後在五人成功救回深雪後，托多亦在五人跟魔法Mother的聯手攻擊下被殲滅。
泰坦
聲：小形滿
能操縱雷電之冥府神，而使用武器為雙刃偃月刀─天王星與蓋亞之怒，然而其本性卻為善良。
在托多被殲滅後則成為第六位神罰之執行者，然而隨後在與小津五兄弟跟魔法Shine的對戰下卻以不喜歡濫殺無辜為由退出戰鬥，隨後其善良的一面亦被芳香發現後並嘗試打動祂，而泰坦亦聽取芳香能證明自己本性不壞的要求下將神罰解除，至於芳香亦對其稱呼為「爆炸頭君」。
及後卻被吾·魔之靈魂選為須犧牲自己性命之重生對象，隨後亦在芳香與蒔人護送下乘坐Travelion Express前往瑪爾迪翁納世界「永遠之樹海」的「沉睡之湖」意欲將自身肉體永久休眠予吾·魔不能重生，但最後卻遭到大袞殺害。
韋分
聲：佐佐木望
飛龍外貌之冥府神，並以長槍─剎那槍作為武器。
有著孩子氣的個性，然而一旦認真起來卻會變得殘酷。
在跟隨大袞找到內有吾·魔之靈魂的勇／普爾潔兒時卻被對方所傷，至此便與對方留有過節；後來在泰坦被吾·魔之靈魂選為重生對象時亦負責追殺祂，其後在與小津五兄弟與光對戰期間卻再度迎戰已蛻變為天空勇者烏爾薩德Fire的勇，最後仍被對方殲滅。
二極神
為冥府十神中攻擊力最強的兩位冥府神，兩人亦有著「陰非路西亞的盾與矛」之稱號。
斯萊普尼爾
聲：梅津秀行
冥府神中攻擊力最強的一員。
其外號為「陰非路西亞之矛」，而其使用武器則為長矛Odin Spear以及軍刀Sigurd Sabre，而應戰時則會騎乘由兩匹魔導馬拖動之馬車。
在德雷克與小津五兄弟跟光的對戰中被大袞派遣增援戰鬥，然而其後卻因烏爾薩德的介入而落敗。
後來在斯芬克絲被大袞處決後繼而被吾·魔選為神罰執行者，然而最後卻被小津五兄弟成功殲滅。
德雷克
聲：矢尾一樹
龍之外貌的冥府神。
個性好戰莽撞，而其外號為「陰非路西亞之盾」，並身穿陰非路西亞最堅硬的龍神之鱗製造之鎧甲龍神之鎧，因而擁有更強的防禦力，至於其使用之攻擊武器則為龍神之劍。
在賽克洛斯執行神罰期間曾私自向魔法Shine挑戰，然而隨後亦因違反「暗之戒律」而被斯芬克絲制止戰鬥。
後來在戈爾貢被殲滅後則成為第四位執行神罰的被選者，然而在光則以率先行動為主之情況下成功被對方發現其弱點，而在巨大化戰鬥期間雖然被大袞派遣的斯萊普尼爾也前來增援，但最後還是被Travelion殲滅。

### 大型魔神
魔法魔神
為小津五兄弟於使用魔法巨大化變身之型態，於Stage. 2初登場。
 魔法Phoenix
魔法Red變身的人型鳳凰之魔法魔神。
使用武器為能釋放高溫溶化物體之劍Phoenix Sword，而後期並能與魔導馬巴基里安跟獨角聖馬尤尼戈隆合體。
為魔法King的胸部（中央除外）。
 魔法Garuda
魔法Yellow變身的鳥人型魔法魔神。
能使用其羽翼狀之雙手臂Garuda Wing飛行與攻擊，而其雙眼亦能釋放光束。
為魔法Dragon／魔法King的翅膀。
 魔法Mermaid
魔法Blue變身的人魚型魔法魔神。
使用武器為三叉槍Mermaid Spear以及依附於其背部的護盾Mermaid Shield，而其雙腿亦可變形為人魚尾巴以便其在水中游泳。
為魔法Dragon的尾部前端；魔法King的雙腿前側。
 魔法Fairy
魔法Pink變身的妖精型魔法魔神。
其體型為眾魔法魔神中最小的，並能透過其背部的翅膀飛行。
為魔法Dragon的頭部；魔法King的胸部中央。
 魔法Taurus
魔法Green變身的牛頭人型魔法魔神。
其體型為眾魔法魔神中最大的，而使用武器則為戰斧Taurus Axe。
為魔法Dragon的身驅與四足；魔法King的頭部、身軀、雙手臂與雙腿後側。
 魔導馬 巴基里安
參照陰非路西亞。
動物神
為Legend魔法連者於使用魔法巨大化變身之型態，於Stage. 31初登場。
 魔法Fire Bird
由Legend魔法Red變身的火焰鳥。
能以其附有火焰之羽翼飛行及施放攻擊火焰魔法彈；為魔法Legend的翅膀。
       魔法Lion
由Legend魔法Yellow、Blue、Pink跟Green合體變身的四色獅子。
能以其雙前足的爪Lion Crew攻擊；為魔法Legend的頭部、身軀與四肢。
 獨角聖馬 尤尼戈爾
參照魔法托比亞。

#### 合體型態
傳說魔龍 魔法Dragon
由魔法Garuda、Mermaid、Fairy與Taurus合體之飛龍，於Stage. 3初登場。
其尾部為由Mermaid Shield與Taurus Axe組合之魔法Dragon Tail，而其亦嘴部能吐息火焰，同時並能予魔法Phoenix騎乘及手持由Phoenix Sword與Mermaid Spear組合之騎槍Dragon Lancer攻擊；至於其必殺技則為透過吐息火焰後予魔法Phoenix踢擊之「Magical Dragon Shoot」。
魔人之王 魔法King
由魔法Phoenix、Garuda、Mermaid、Fairy與Taurus合體之大型魔人，於Stage. 4初登場。
於合體後五人之意識則會進入類似國際象棋盤之魔法空間，並且五人亦化為棋盤中之棋子甚至能夠移動。
能透過背部的翅膀飛行；而使用武器為由魔法Dragon Tail與Dragon Lancer組合之魔法劍 King Calibur，至於其必殺技亦為將魔法集中於King Calibur後對敵人斬擊之「King Calibur 魔法斬」。
 烏爾Centaur／暗之霸王 烏爾凱撒
兩者皆為烏爾薩特與魔導馬巴基里安之巨大化合體型態。
烏爾Centaur為人馬型態，而使用武器為由巴基里安的頭部變形之騎槍Bail Lancer；至於烏爾凱撒則為於Stage. 6初登場的大型魔人型態，而使用武器則為由巴基里安的頭部及尾部組合之標槍Bali Javelin，至於其必殺技亦為以Bali Javelin繪畫魔導陣後便連同魔導陣對敵人斬擊之「Bali Javelin 魔導斬」。
幻之魔神 Fire凱撒
由魔法Phoenix與巴基里安合體之大型魔人，於Stage. 9初登場。
使用武器為與烏爾Centaur同樣的Bail Lancer；至於其必殺技則為以龍捲火焰集中於其頭頂之鬈毛後對敵人鞭擊之「Fire Spin Blade」。
傳說合神 魔法Legend
由魔法Fire Bird與魔法Lion合體之大型魔人，於Stage. 31初登場。
於合體後五人之意識亦與魔法King同樣會進入類似國際象棋盤之魔法空間及作為棋盤中之棋子；至於其使用武器皆為可旋轉長槍Screw Caliber以及雙爪子Lion Crew，另外其胸膛上的獅子亦可吐息火焰彈，而其必殺技則為從背部的翅膀釋放之火焰集中於Screw Caliber後對敵人予以火焰龍捲攻擊之「Screw Calibur·Fire Tornado」。
聖潔魔神 Saint凱撒
由魔法Phoenix與獨角聖馬尤尼戈隆合體之大型魔人，於Stage. 34初登場。
使用武器為由尤尼戈隆的頭部與頸部變形之Horn Lancer，而其必殺技則為以從天而降之形式貫穿敵人之「Saint Horn Finish」。

## 魔法連者的裝備
小津五兄弟、 深雪／魔法Mother：
魔法Phone
小津五兄弟以及深雪的手機型魔法道具，具「變身」、「通訊」以及施展魔法之「魔法杖」之用途。
每部魔法Phone正面皆附有「M」字圖案；另外小津五兄弟使用之魔法Phone為金色，而深雪所使用的則為銀白色。
魔法Stick
小津五兄弟以及深雪於變身後使用的魔法杖。
能根據使用者之魔法屬性而施展相應的元素魔法，並能變形為 劍、 弩以及 斧三種形態；另外魔法Mother的魔法Stick之握把則較其餘五人長。
魔法Hat、長袍
小津五兄弟以及深雪於變身前身穿的黑色帽子跟長袍，當中長袍亦具提升著裝者魔法之效用。
Sky Hokey
小津五兄弟的飛行騎乘器。
具有些許意識，平時則會以「掃帚」形態收納於魔法房間內，在出動時則會變為飛行器。
魔法Punch
小津五兄弟的戰鬥拳套，於Stage. 14初登場。
Legend魔法連者
為小津五兄弟在取得雪魯潔兒認可後從其賜予的傳說的魔法使力量「Legend Power」之強化變身型態，於Stage. 30初登場。
在取得Legend Power後的小津五兄弟其魔法力量亦因而提升，不過當初五人如持續使用Legend Power的話，其魔法力量則會出現暴走狀態，最後五人便會成為天空聖者，但相對地五人於作為人類時期的記憶卻會消失，然而後來光於取得能對五人之Legend Power調整的新魔法後，被施以其魔法的五人便能繼續使用Legend Power。
Dial Rod
為Legend魔法連者使用的魔法杖型武器。
其頂部則刻有火焰鳥跟獅子頭部，當中獅子的鬃毛部分亦刻有為數字「1-5」的電話撥號盤，而透過轉動撥號盤則能施放與使用者相應的元素魔法或變身為動物神甚至合體；另外魔法Yellow的Dial Rod亦能變形為弩Dial Rod Bowgun。
光／桑潔兒／ 魔法Shine：
Grip Phone
光／魔法Shine的魔法發動道具，於Stage. 19初登場。
具通訊用的「手機」及作為激活魔法Ticket以施展魔法、變身及召喚Travelion等的「剪票器」之用。
魔法Lamp
光／魔法Shine的魔法油燈，於Stage. 19初登場。
為收納史魔奇之道具；而戰鬥時亦能轉換為槍炮魔法Lamp Buster，以釋放附有史魔奇之光束彈攻擊。
魔法飛毯 Carpet
光／魔法Shine的具意識之飛行魔毯，於Stage. 21初登場。
魔法特急 Travelion Express／魔法鐵神 Travelion
光／魔法Shine的六節魔法列車，於Stage. 21初登場。
其先頭車為蒸氣機車Head Train；第二節為石炭車Rear Train；而第三至六節則為載客車廂Cargo Train 1-4。
其以魔法碳作為能源驅動，並能夠穿梭至各瑪爾迪翁納世界，而平時則由光或史魔奇操縱駕駛。
能變形為巨人型態「Travelion」戰鬥，並能透過其胸膛的機車之蒸氣煙囪Steam Bazooka釋放蒸氣攻擊及從其雙腿釋放之兩輛小型火車製造鐵軌型拘束索Remote Liner以限制敵人行動；至於其必殺技則為「Destruction Fire」，為從機車中央之煤爐釋放牽引火焰將敵人帶進煤爐中以蒸發殲滅；而後來亦能使出從中央煤爐釋放之攻擊火焰「Destruction Fire逆噴射」。
勇／普爾潔兒／ 烏爾薩德→ 烏爾薩德Fire：
闇之魔劍 烏爾Sabre、Jagan Shield
兩者皆為吾·魔賜予被洗腦的烏爾薩德之劍與盾。
其中Jagan Shield附有吾·魔的左眼；而烏爾Sabre曾於戰鬥中被魔法Red折斷，但後來烏爾薩德亦利用被殲滅的布蘭肯遺下之底皇劍Helfang重新鑄造為新的烏爾Sabre。
初期其外觀顏色為深紫色，而在勇／普爾潔兒蛻變為烏爾薩德Fire後亦隨之轉換為深紅色。
魔導手機 烏薩Phone／ 火焰烏薩Phone
與魔法Phone外觀相似的魔法道具，於Stage. 26初登場。
其外觀除了顏色跟正面圖案採用「W」字外，其用途卻與魔法Phone分別不大；至於色彩方面，烏薩Phone為採用深紫色，而火焰烏薩Phone則為採用深紅色。
當初烏薩Phone則為烏爾薩德將其一部分力量抽離後予魅迷以魔法製造給予潘瓊莉亞（娜伊跟梅亞）使用，但後來烏爾薩德為能讓吾·魔順利復活而將烏薩Phone回收；至於火焰烏薩Phone亦為勇／普爾潔兒蛻變為烏爾薩德Fire後才隨之擁有。
後來在吾·魔被殲滅後，娜伊跟梅亞亦再度擁有烏薩Phone並能與小津家族通訊。

## 設定
地上界
為人類所居住之世界。
小津家
為小津家族居住的兩層式洋房。
魔法房間
小津家的隱蔽房間，亦為小津家族之行動據點，而其入口則位於家內一樓的樓梯之牆壁。
內部採用西洋風裝修風格，並且設有一個通往不同空間之雙扇門。
迷因之鏡
魔法房間內之魔法鏡子。
當初小津五兄弟為能有效知曉陰非路西亞在地上界行動而設立的「魔法110」時亦為透過該鏡子接收人們有關陰非路西亞之求助訊息。
瑪爾迪翁納世界
為使用魔法製造的複數異世界。

## 製作團隊
製作人員：
- 原作：八手三郎
- 製作人：
  - tv asahi：Schreck Hedwig
  - 東映：塚田英明、宇都宮孝明
  - 東映Agency：矢田晃一

- 劇本：前川淳、荒川稔久、橫手美智子、大和屋曉
- 導演：渡邊勝也、中澤祥次郎、竹本昇、鈴村展弘
- 動作導演：石垣廣文、新堀和男
- 配樂：山下康介
- 特攝導演：佛田洋
- 製作：tv asahi、東映、東映Agency

皮套演員：
-  魔法Red：高岩成二、羽賀亮洋、福澤博文（代演，Stage. 1-2）
-  魔法Yellow：今井靖彦
-  魔法Blue：野川瑞穗
-  魔法Pink：小野友紀
-  魔法Green：福澤博文
-  魔法Shine：岡元次郎
-  魔法Mother：蜂須賀祐一
-  烏爾薩德→ 烏爾薩德Fire：日下秀昭

## 播放列表
以下時間以當地時間（日本時間）為準：
| 日本首播日期 | 集數 | 標題 （日語）（漢譯）                          | 主役冥府一方 | 編劇       | 導演       |
| ------------ | ---- | ---------------------------------------------- | --- | ---------- | ---------- |
| 2005/02/13   | 1    | 展開旅程的早上 ～Maagi Magi Magiiro〜          | - 冥獸洞穴巨人 | 前川淳     | 渡邊勝也   |
| 2005/02/20   | 2    | 勇氣一點吧 ～Maagi Magi Magika〜               | - 冥獸史莱姆 | 前川淳     | 渡邊勝也   |
| 2005/02/27   | 3    | 騎乘魔龍 ～Maagi Giruma Jinga〜                | - 冥獸瓦姆 | 前川淳     | 中澤祥次郎 |
| 2005/03/06   | 4    | 魔人之王 ～Maagi Giruma Magi Jinga〜           | - 冥獸雞蛇 | 前川淳     | 中澤祥次郎 |
| 2005/03/13   | 5    | 談場戀愛吧 ～Maagi Magiiro〜                   | - 冥獸米米庫 （聲：穴井勇輝） | 前川淳     | 竹本昇     |
| 2005/03/20   | 6    | 黑暗之霸王 ～Uuza Douza Uru Zanga〜            | - | 荒川稔久   | 竹本昇     |
| 2005/03/27   | 7    | 進入夢境 ～Jinga Magiiro〜                     | - 冥獸真菌 | 荒川稔久   | 渡邊勝也   |
| 2005/04/03   | 8    | 妳就是女主角 ～Majuna Majuna〜                 | - 冥獸蠍獅 | 橫手美智子 | 渡邊勝也   |
| 2005/04/10   | 9    | 炎之友情合體 ～Giruma Maagi Magi Jinga〜       | - 冥獸洞穴巨人（第二體）→石頭洞穴巨人 | 前川淳     | 中澤祥次郎 |
| 2005/04/17   | 10   | 當花朵盛開時 ～Giruma Magika〜                 | - 冥獸鬼魂→小·江里子（冥獸化） | 前川淳     | 中澤祥次郎 |
| 2005/04/24   | 11   | 吸血鬼之夜 ～Magiiro Magika〜                  | - 冥獸螞蟥 | 橫手美智子 | 竹本昇     |
| 2005/05/01   | 12   | 決心的證明 ～Maagi Giruma Magi Magika〜        | - | 橫手美智子 | 竹本昇     |
| 2005/05/08   | 13   | 如果是媽媽的話 ～Jinga Majuna〜                | - 蠱毒房三冥獸 食人魔 | 前川淳     | 渡邊勝也   |
| 2005/05/15   | 14   | 燃燒之拳 ～Gii Gii Jijiru〜                    | - 蠱毒房三冥獸 食屍鬼 | 荒川稔久   | 渡邊勝也   |
| 2005/05/22   | 15   | 新娘的哥哥 ～Giruma Magi Majuna〜              | - 蠱毒房三冥獸 骸骨 | 橫手美智子 | 鈴村展弘   |
| 2005/05/29   | 16   | 門之鑰匙 ～Uzaara Ugaro〜                      | - | 前川淳     | 鈴村展弘   |
| 2005/06/05   | 17   | 不需要溫柔 ～Uuza Douza Uru Ugaro〜            | - 冥獸雨漏 | 荒川稔久   | 竹本昇     |
| 2005/06/12   | 18   | 團結就是力量 ～Maagi Giruma Gii Jinga〜        | - 冥獸雨漏 | 荒川稔久   | 竹本昇     |
| 2005/07/03   | 19   | 魔法油燈 ～Meeza Zazare〜                      | - | 橫手美智子 | 中澤祥次郎 |
| 2005/07/10   | 20   | 親吻我嘎咯 ～Goolu Golu Goludiiro〜            | - 冥獸人葛雷姆林 加林姆 （聲：松野太紀） |            | 中澤祥次郎 |
| 2005/07/17   | 21   | 搭乘魔法特急 ～Goo Goo Goludiiro〜             | - 冥獸人貝赫莫特 凡賽斯 （聲：梁田清之） | 橫手美智子 | 渡邊勝也   |
| 2005/07/24   | 22   | 在京都約會？ ～Luuma Goludo〜                  | - 冥獸人忍者 霧影 （聲：土田大） | 荒川稔久   | 渡邊勝也   |
| 2005/08/07   | 23   | 禁忌的魔法 ～Rooji Maneeji Magi Mamaruji〜     | - 冥獸人夢魔 貝爾比利茲 （聲：綠川光） - 冥獸蜘蛛 | 荒川稔久   | 鈴村展弘   |
| 2005/08/14   | 24   | 身為老師 ～Golu Golu Gojika〜                  | - 冥獸人夢魔 貝爾比利茲 （聲：綠川光） - 冥獸蜘蛛 | 荒川稔久   | 鈴村展弘   |
| 2005/08/21   | 25   | 被偷走的勇氣 ～Giruma Magi Magiiro〜           | - 冥獸人盗賊 加斯頓 （聲：龍田直樹） | 橫手美智子 | 中澤祥次郎 |
| 2005/08/28   | 26   | 相信我吧！ ～Giruma Gii Magika〜               | - 冥獸人哈耳庇厄 皮維 （聲：松本幸） | 橫手美智子 | 中澤祥次郎 |
| 2005/09/04   | 27   | 我們的羈絆 ～Magiine Magiine〜                 | - 冥獸人四底王侍 七十郎 （聲：中村秀利） | 荒川稔久   | 渡邊勝也   |
| 2005/09/11   | 28   | 永遠的… ～Giruma Magi Magi Magiine〜           | - 冥獸人四底王塞壬 內爾艾絲 （聲：勝生真沙子） | 前川淳     | 渡邊勝也   |
| 2005/09/18   | 29   | 反覆的「誒？」 ～Gii Magi Magiiro〜            | - 冥獸人四底王狗頭人 布魯拉迪斯 （聲：青野武） - 冥獸人四底王雪人 茲伊（Stage. 29-30） （聲：遊佐浩二） - 惡魔冰山 Evil Ice（Stage. 29-30） - 冥機 魔像（Stage. 31） | 橫手美智子 | 鈴村展弘   |
| 2005/09/25   | 30   | 傳說之力量 ～Maagi Magi Magi Magiiro〜         | - 冥獸人四底王狗頭人 布魯拉迪斯 （聲：青野武） - 冥獸人四底王雪人 茲伊（Stage. 29-30） （聲：遊佐浩二） - 惡魔冰山 Evil Ice（Stage. 29-30） - 冥機 魔像（Stage. 31） | 橫手美智子 | 鈴村展弘   |
| 2005/10/02   | 31   | 可怕的魔神 ～Maaji Giruma Golu Jingajin〜      | - 冥獸人四底王狗頭人 布魯拉迪斯 （聲：青野武） - 冥獸人四底王雪人 茲伊（Stage. 29-30） （聲：遊佐浩二） - 惡魔冰山 Evil Ice（Stage. 29-30） - 冥機 魔像（Stage. 31） | 荒川稔久   | 竹本昇     |
| 2005/10/09   | 32   | 父親的話語 ～Maagi Giruma Golu Gogika〜        | - 冥菌獸魔魯德 | 大和屋曉   | 竹本昇     |
| 2005/10/16   | 33   | 前往陰非路西亞 ～Maagi Golu Magika〜           | - 合體冥獸人喀邁拉 （聲：三浦祥朗、二木靜美、福原耕平） | 橫手美智子 | 中澤祥次郎 |
| 2005/10/23   | 34   | 勇氣的羈絆 ～Goolu Golu Goludo〜               | - 合體冥獸人喀邁拉 （聲：三浦祥朗、二木靜美、福原耕平） | 橫手美智子 | 中澤祥次郎 |
| 2005/10/30   | 35   | 眾神之谷 ～Magi Magi Jijiru〜                  | - | 前川淳     | 鈴村展弘   |
| 2005/11/06   | 36   | 神罰執行 ～Maagi Golu Gogika〜                 | - | 前川淳     | 鈴村展弘   |
| 2005/11/13   | 37   | 狙擊 ～Golu Maagi～〜                          | - | 大和屋曉   | 竹本昇     |
| 2005/11/20   | 38   | 與大哥的約定 ～Goo Magiro〜                    | - | 大和屋曉   | 竹本昇     |
| 2005/11/27   | 39   | 顛倒的姐弟 ～Majuna Giruma〜                   | - | 橫手美智子 | 中澤祥次郎 |
| 2005/12/04   | 40   | 蛇女之庭 ～Magine Luludo〜                     | - | 橫手美智子 | 中澤祥次郎 |
| 2005/12/11   | 41   | 老師的老師 ～Goolu Golu Majuulu〜              | - | 前川淳     | 渡邊勝也   |
| 2005/12/18   | 42   | 對決！二極神 ～Goolu Luuma Golu Gonga〜        | - | 前川淳     | 渡邊勝也   |
| 2005/12/25   | 43   | 荊棘之園 ～Magi Magi Gogika〜                  | - | 荒川稔久   | 竹本昇     |
| 2006/01/08   | 44   | 母親的氣味 ～Giruma Giruma Gonga〜             | - | 荒川稔久   | 竹本昇     |
| 2006/01/15   | 45   | 我們兩人是朋友 ～Gii Golu Majuna〜             | - | 大和屋曉   | 中澤祥次郎 |
| 2006/01/22   | 46   | 朝著湖的方向前進 ～Goolu Golu Golu Goludiiro〜 | - | 大和屋曉   | 中澤祥次郎 |
| 2006/01/29   | 47   | 對你施展的魔法 ～Luludo Goludiiro〜            | - | 橫手美智子 | 渡邊勝也   |
| 2006/02/05   | 48   | 決戰 ～Magi Majuulu Gogoolu Jingajin〜         | - | 橫手美智子 | 渡邊勝也   |
| 2006/02/12   | 49   | 回歸傳說 ～Maagi Magi Majendo〜                | - | 前川淳     | 渡邊勝也   |

## 音樂
片頭曲：
作詞：岩里祐穗
編曲：京田誠一
作曲、演唱：岩崎貴文
片尾曲：
作詞：岩里祐穗
作曲：PSYCHIC LOVER
編曲：PSYCHIC LOVER＆大石憲一郎
演唱：Sister MAYO
插曲：

作詞：前川淳
作曲、編曲：山下康介
演唱：蔓陀羅男孩（比嘉久美子）

作詞：桑原永江
作曲：山下康介
編曲：高木洋
演唱：遠藤正明

作詞：岩里祐穗
作曲：杉浦篤
編曲：龜山耕一郎
演唱：菊地美香

作詞、演唱：高取秀明
作曲、編曲：平川達也

作詞：藤林聖子
作曲：IMAJO
編曲：岩瀨聰志
演唱：娜伊（Horan千秋）＆梅亞（北神朋美）

作詞：藤林聖子
作曲：山下康介
編曲：齊藤英夫
演唱：山田信夫

作詞：横手美智子
作曲、編曲：山下康介
演唱：史魔奇（草尾毅）

作詞：YOFFY
作曲：山下康介
編曲：龜山耕一郎
演唱：PSYCHIC LOVER

作詞：桑原永江
作曲、編曲：山下康介
演唱：北谷洋

作詞：前川淳
作曲、編曲：岩崎貴文
演唱：岩崎貴文、Sister MAYO

作詞：岩里祐穗
作曲、編曲：山下康介
演唱：水木一郎、串田晃、影山浩宣

作詞：岩里祐穗
作曲、編曲：山下康介
演唱：五條真由美

作詞：桑原永江
作曲、編曲：山下康介
演唱：水木一郎
角色曲：

作詞：桑原永江
作曲：菊池俊輔
編曲：大橋惠
演唱：小津魁（橋本淳）

作詞：藤林聖子
作曲：高取秀明
編曲：籠島裕昌
演唱：小津翼（松本寬也）

作詞：甲斐麻美
作曲、編曲：吉川慶
演唱：小津麗（甲斐麻美）

作詞：別府步美
作曲、編曲：高見優
演唱：小津芳香（別府步美）

作詞：伊藤友樹
作曲：岩崎貴文、伊藤友樹
編曲：岩崎貴文
演唱：小津蒔人（伊藤友樹）

作詞：柚木美祐
作曲：平川達也、SOTARO@ZZ
編曲：平川達也
演唱：光（市川洋介）

## 其他相關媒體
劇場版：《魔法戰隊魔法連者 THE MOVIE 陰非路西亞的新娘》
此作的獨立劇場版，於2005年9月3日上映。
VS系列：《魔法戰隊魔法連者VS刑事連者》
此作與《特搜戰隊刑事連者》的聯動作品，於2006年3月10日發售。

## 超級英雄時間相關條目
- 《假面騎士響鬼》

## 海外播放

### 台灣
台灣八大戲劇台曾於2007年9月30日至2008年8月31日期間每週日上午9時30分首播國語配音版，並於當天下午3時重播。

### 香港
香港無綫電視翡翠台曾於2008年3月9日至2009年3月8日期間每週日上午9時30分首播粵語配音版。

## 外部連結
- TV朝日官方網站 （页面存档备份，存于）
- 東映官方網站
- 超級戰隊網官方網站 （页面存档备份，存于）
- DVD 魔法戰隊MAGIRANGER特集（東映VIDEO内にある網站）